# Толстова (деревня)
Толстова — деревня в Алапаевском районе Свердловской области России. Входит в Махнёвское муниципальное образование.

## География
Деревня располагается в 64 километрах на северо-северо-запад от города Алапаевска (в 77 километрах по автомобильной дороге), на левом берегу реки Тагил, выше устья левого притока реки Спорной.

## Население
| 2002 | 2010 |
| ---- | ---- |
| 9    | ↘3   |

## Церковь
Церковь стоит на высоком берегу реки Тагил, на месте ныне несуществующей деревни. Зимой к руинам можно подойти, только перейдя реку по льду. По мнению Н. Н. Бурлаковой, росписей не было, храм был построен в начале XX веке и украсить интерьер не успели в связи с революцией.